# 吉備温故秘録
『吉備温故秘録』（きびおんこひろく）は、江戸時代に編纂された資料集・記録簿である。吉備温故とも呼ばれる。

## 概要
寛政年間（1789年 - 1801年）に岡山藩士・大沢惟貞（おおさわ これさだ）が編纂した。120巻あったとされるが、現存しているのは111巻である。
岡山藩領内の郷庄・村落・城府・島嶼・山河・官道・神社・仏刹・名所・旧跡・人物・墳墓などの地誌がまとめられているほか、紀事・池田氏本譜・家譜・公子・詠草・葬祭・東照宮祭礼・公務・巡見使・来客・廟墓・有斐録・学校・出張・天災・火災・預人証人・諸識原・知行割・法令・軍役・軍令・掲示・山狩・古簡などの歴史や制度・古文書・歴史・時事、さらには人物などについても記載されている。
巻数に順序が記載されていないため、未完成の状態であるとされる。しかしその状態であっても、当時の領内の詳細な内容が記述されていることから、地方史・郷土史研究において極めて重要な文献となっている。
『吉備群書集』の第6〜10集に所収されている。